# Quinto Gávio Ático
Quinto Gávio Ático (em latim: Quintus Gavius Atticus) foi um senador romano nomeado cônsul sufecto para o nundínio de maio a junho de 73 com Lúcio Élio Oculato. Antigamente acreditava-se que os dois teriam sido sufectos em 85, mas a data foi corrigida em pesquisas mais recentes.